# Улица Силезских повстанцев (Вроцлав)
Улица Силезских повстанцев (пол. Ulica Powstańców Śląskich) — главная вылетная магистраль из Вроцлава на юг. Натуральное продолжение Свидницкой улицы, в месте соединения с которой Силезских повстанцев пересекает железнодорожный виадук.
Длина улицы составляет примерно 3,7 километров. На расстоянии 1,3 км от её начала находится Площадь Силезских повстанцев.

## История
До середины XIX века улица называлась Kleinburger Chaussee (с нем. — «Дорога в Клайнбург»; Клайнбург — ныне оседле Борек). До включения района Борек в состав Вроцлава в 1897 году, дорога имела относительно плотную придорожную застройку, состоящую из частных домов и огородов. Первые придорожные здания начали строиться около 1850 года, на южной стороне улицы. 
После включения улицы в состав деревни Нова Весь-Вроцлавская в 1866 году, название улицы изменено с Kleinburger Chaussee на Kleinburgerstr. В то время улица кончалась на нынешней Аллее Халлера (пол. Aleja Hallera). 
В начале 1870-х годов, был реализован план урбанизации южного пригорода Вроцлава. Улицу предлагалось расширить до 27 м. Название вновь было изменено, в этот раз на Kaiser-Wilhelm-Str. Были построены виллы для богатейших жителей города, а также многоквартирные дома с площадью квартир до 300 квадратных метров. 
В 1890 году близ улицы прошла кольцевая грузовая железная дорога. В 1897 году Силезских повстанцев продолжена на юг до улицы Кшицкой (пол. Ulica Krzycka). В 1930-х годах железная дорога была перестроена и перенесена. 20 апреля 1938 года название дороги было изменено на Strasse der SA в честь Штурмовых отрядов Нацистской Германии. 
В 1945 году, в результате кровопролитных боёв и трёхмесячной осады, большинство придорожных зданий были уничтожены, как и бо́льшая часть южного пригорода Вроцлава. Особенно пострадала часть между площадью Силезских повстанцев и улицей Свидницкой. Восточная сторона улицы была застроена только в 1960-х и 1970-х годах. С того же года улица носит своё современное название.